# Vulcano effusivo
I vulcani effusivi sono quei tipi di vulcani che emettono lava abbastanza fluida da poter formare delle colate di lava, solitamente di tipo basaltico. È proprio il colore rossastro delle colate laviche a dare la denominazione alternativa di vulcani rossi a questa tipologia di vulcani. 
I vulcani rossi sono in genere meno pericolosi dei vulcani grigi, perché le colate di lava sono relativamente lente da permettere la fuga dell'eventuale popolazione locale. L'attività di tipo esplosivo è piuttosto rara e comunque caratterizzata da un basso indice di esplosività vulcanica.
I vulcani grigi o esplosivi emettono invece, oltre alle alte e dense colonne di ceneri e lapilli, le pericolose colate piroclastiche che avanzano a grande velocità.
Da un punto di vista geografico, i vulcani effusivi si trovano soprattutto nelle zone di accrezione della crosta terrestre come le dorsali oceaniche, caratterizzate da una divergenza delle placche tettoniche.
In Italia le eruzioni effusive, dette anche "rosse", sono le più frequenti; rientrano in questa classificazione quelle dello Stromboli, dell'Etna.
I vulcani effusivi più noti si trovano nelle isole Hawaii ma anche in molti altri punti del mondo. Di solito tali vulcani espellono oltre che la lava anche lapilli e ceneri, che comunque ricadono sopra le pendici del vulcano stesso, per via della poca potenza con cui vengono lanciati verso l'alto.